# Ріккардо Кассін
Ріккардо Кассін (італ. Riccardo Cassin; 2 січня 1909, Сан-Віто-аль-Тальяменто — 6 серпня 2009, Лекко) — італійський альпініст і розробник альпіністського спорядження, автор кількох книг і путівників. Кавалер Великого хреста ордену «За заслуги перед Італійською Республікою». За свою багаторічну спортивну кар'єру здійснив близько 2500 сходжень у різних регіонах світу, з яких понад сто за новими складними маршрутами. Багато з них, як-от «маршрут Кассіна» на Піц-Баділе та Деналі, Пуент-Вокер на Гранд-Жорас стали «класичними» та названо на його честь. Почесний член італійського, французького, американського, швейцарського й іспанського альпклубів.

## Біографія

### Ранні роки
Народився 2 січня 1909 року в небагатій селянській сім'ї в комуні Сан-Віто-аль-Тальяменто на півночі Італії (на той час входила до кордонів Австро-Угорщини). Ріс без батька, коли Ріккардо було 3 роки, той виїхав до Канади на заробітки, де незабаром загинув в аварії на шахті. У 12 років Ріккардо через крайню потребу був змушений покинути навчання в школі і працювати в кузні. У 1926 році (в сімнадцять років) перебрався у Лекко, де знайшов високооплачувану роботу на металургійному заводі.
Першим видом спорту, яким він почав займатися, був бокс. «Я займався ним три роки до того, як почав лазити. Для мене стало звичним займатися у спортзалі, і це зробило мене сильним». Незабаром після переїзду в Лекко його, попри 12-годинну зайнятість на роботі з одночасним навчанням у вечірній школі, за власними словами, зачарували гори навколо комуни, що височіли над озером Комо. Першою підкореною вершиною стала Монте-Ресгоне, неподалік Лекко, а трохи пізніше він почав свої перші сходження в масиві Гринья, які здійснював зі своїми, такими ж як він, фінансово неспроможними однодумцями, які називали себе «Павуки з Лекко» (італ. Ragni di Lecco). «У нас не було грошей, але була дуже сильна пристрасть до скелелазіння»… «Ми скинулися по 5 центів кожен і купили 50-метрову бухту мотузки та кілька карабінів. На жаль, усі вісім із нас не могли користуватися нею одночасно, тому ми користувалися нею по черзі: двоє підіймалися вгору, а потім кидали мотузку вниз, потім йшли наступні двоє». Пристрасть до сходження забирала у Ріккардо весь вільний час, якого практично не було: «Я мав працювати з понеділка до п'ятниці на сталеливарному заводі, так що я міг здійснювати сходження лише у вихідні дні… У мене не було вибору, окрім як досягти вершини до настання темряви, тому що наступного дня я мав повернутися до роботи». Однією з перших по-справжньому складних вершин у його спортивній кар'єрі стала Гулья-Анджеліна (італ. Guglia Angelina), пройдена ним разом з Марі Варале. У 1931 році Кассін пройшов свій перший новий маршрут (з Маріо делль'Оро (італ. Mario dell'Oro) — на Корна-ді-Медалі (італ. Corna di Medale)), що пізніше став найпопулярнішим вапняковим маршрутом в Альпах.

### Сходження в Альпах

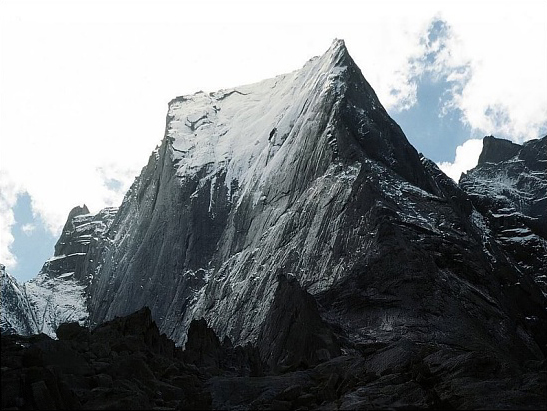
Північно-східна стіна Піц-Баділі

У 1932 році Ріккардо вперше відвідав Доломіти, де став одним з учнів «ангела Доломіт» Еміліо Комічі. За два роки він пройшов свій перший маршрут вищої VI категорії складності — південно-східну стіну Чіма-Пікколісіма (італ. Cima Piccolissima) у масиві Тре Чіме ді Лаваредо (Драй-Циннен), і з Маріо делль'Оро та Джіджі Віталі (італ. Gigi Vitali) здійснив одинадцяте сходження на Комічі (італ. Comici) на Чіма-Гранді (італ. Cima Grande). У 1935 році (з 15 до 17 серпня) разом Вітторіо Ратті (італ. Vittorio Ratti) — другом і найближчим соратником, піднявся на південно-східну вежу Торре-Трієсте (італ. Torre Trieste) у масиві Чиветта, а трохи пізніше, також разом з Ратті, першим піднявся північною стіною Чіма-Овест (італ. Cima Ovest) (Тре Чіме ді Лаваредо). Сходження цією складною стіною зайняло три дні і зробило Кассіна національним героєм (одночасно з італійцями на горі працювала німецька команда, проте Кассін з Ратті ступили на вершину першими).

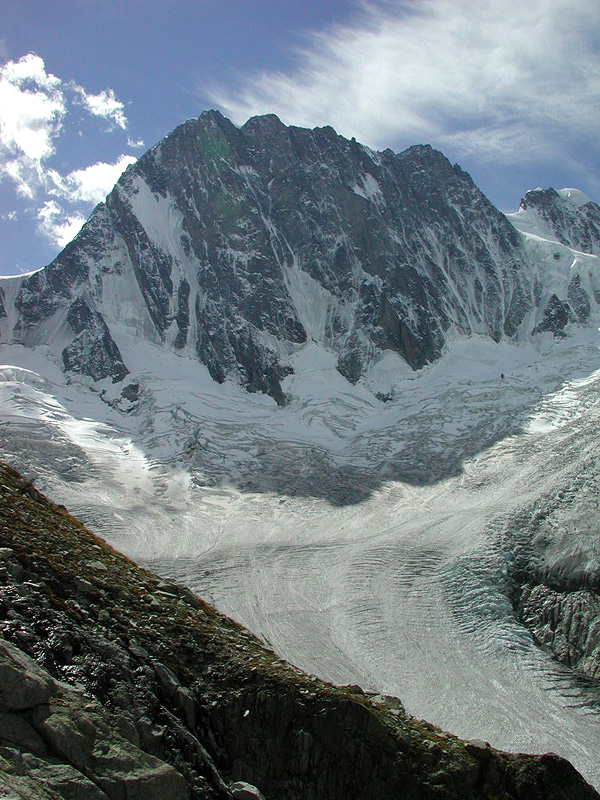
Північна стіна Гранд Жорас. Маршрут Кассіна з контрфорсу (від центру ліворуч) до найвищої вершини.

З 14 до 16 липня 1937 року Ріккардо Кассін разом з Ратті та Джино Еспозіто (італ. Gino Eposito) вирішили одну з останніх проблем технічного альпінізму в Альпах — здійснили перше сходження північно-східною стіною Піц-Баділе. Вже на стіні «Павуки» об'єдналися із двійкою з Комо Маріо Мольтені (італ. M. Molteni) та Джузеппе Вальсеккі (італ. G. Valsecchi). Сходження відбувалося за страшних погодних умов. Другої ночі у стіні почалася буря — спочатку йшов дощ, а потім, на третій день, пішов сніг. Попри те, що всі альпіністи досягли вершини, на спуску Мольтені та Вальсеккі загинули від фізичного виснаження. Це сходження стало першим й останнім, під час якого Ріккардо втрачав своїх супутників. Пройдений маршрут отримав його ім'я (англ. Cassin Route). Останній раз Кассін пройшов його за 50 років у віці 78 років.
У 1938 році Кассін (разом з Джино Еспозіто та Уго Тіццоні (італ. Ugo Tizzoni)) планував сходження північною стіною Агера, але дізнавшись про успіх об'єднаної німецько-австрійської команди, відмовився від задуманого та здійснив, на думку істориків альпінізму, мабуть, своє найвидатніше сходження — на Пуент-Вокер північною стіною Гранд-Жораса. Сходження тривало трохи більше як 80 годин, з яких 35 у найскладніших погодних умовах.
У 1939 році разом з Уго Тіццоні Кассін здійснив перше сходження північною стіною Егій-де-Лешо.

### Експедиції у Гімалаї, Анди та на Аляску
У 1953 році Ріккардо Кассін брав участь разом з Ардіто Дезіо у рекогносцировці можливих маршрутів сходження на K2, проте у 1954 році, коли формувався альпіністський склад італійської експедиції для підкорення цього восьмитисячника, Ріккардо Кассін до нього не включили нібито через проблеми зі здоров'ям. Як пізніше пояснив Ліно Лачеделлі — перший підкорювач K2, «якби Кассін брав участь, то вся увага газет була б прикута до нього, а не до Дезіо».
У 1958 році Кассін очолив першу гімалайську експедицію на Гашербрум IV (7925 м), яка досягла успіху — 6 серпня на вершину ступили Вальтер Бонатті та Карло Маурі.
У 1961 році Кассін як керівник експедиції здійснив сходження за новим гребеневим маршрутом (англ. Cassin Ridge) на найвищу вершину Північної Америки Мак-Кінлі, що став тоді найбільш технічно складним з тих, що існували. Президент США Джон Кеннеді з цього приводу направив Кассіну віншувальну телеграму та запропонував зустріч, але вона не відбулася через «Карибську кризу».
У 1969 році, у віці 60 років, на чолі італійської команди Ріккардо проклав новий маршрут Західною стіною на вершину Джирішанка в Андах, а у 1975 році очолив свою останню велику експедицію — на вершину Лхоцзе Південною стіною. В експедиції брали участь багато іменитих альпіністів, зокрема Райнгольд Месснер, проте вона не мала успіху.

### Подальше життя
Кассін був одним із провідних альпіністів Європи у міжвоєнний період. Загалом, за свою спортивну кар'єру він здійснив близько 2500 сходжень, з яких понад як сто були за новими маршрутами. Він був прихильником «чистого стилю» в альпінізмі і намагався звести до мінімуму використання на маршруті «заліза»: «На маршрутах, де я використав 50 гаків, інші використовували 70. Так що я завдавав [скелі] менше шкоди, ніж інші». Він захоплювався австрійцем Паулем Пройсом — головним ідеологом «чистого стилю», але з приводу смерті останнього сухо помітив, що той став «жертвою своїх власних теорій». Свій останній маршрут — Luna Nascente («Зародження Місяця» — складність 5.10b) у Валь-ді-Мелло — перлину Альп, він пройшов у віці 85 років.
З початком Другої світової війни його не мобілізували, він працював на військовому заводі. Кассін встановив зв'язок з партизанами, разом з якими боровся проти армій Муссоліні та Вермахту. За участь у партизанському русі отримав нагороду. 26 квітня 1945 року під час перестрілки в центрі Лекко з німецькими військами було убито його найкращого друга Вітторіо Ратті.

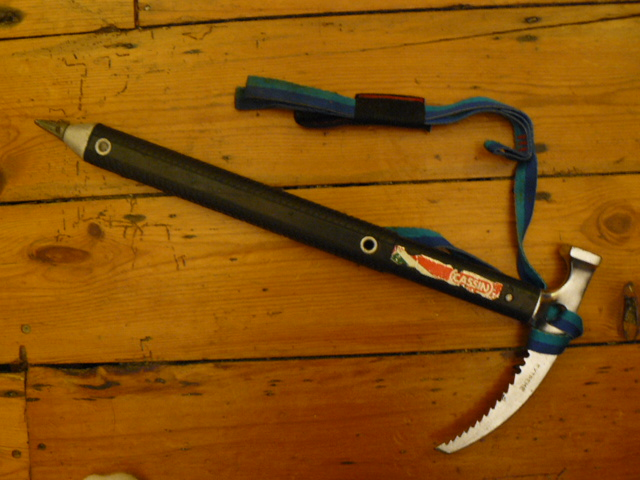
Айсбайль Cassin

Після закінчення війни Ріккардо, крім свого захоплення альпінізмом, почав займатися виробництвом і продажем альпіністського спорядження. У 1947 році він розпочав свій бізнес з виробництва та продажу скельних гаків власної конструкції, а потім поступово перейшов до випуску чи не повного спектра арсеналу альпіністів — айсбайлів (льодових молотків), льодорубів, карабінів і титанових кішок. У 1950 році розпочав виробництво пуховиків для позаєвропейських альпіністських експедицій, а у 1958 році страхувальних систем (обв'язок/альтанок). Інструменти конструкції Кассіна виготовлялися в невеликому ковальському цеху коваля з Премани Антоніо Кодегі (італ. Antonio Codega), який мав назву CAMP, і який згодом став назвою однойменної всесвітньо відомої фірми з виробництва гірського спорядження. У 1997 році бренд «Cassin» перейшов у власність фірми CAMP, але і до цього часу під цією маркою випускається ряд високотехнологічних продуктів компанії.
За свої спортивні досягнення чотири рази нагороджувався золотою медаллю Національного олімпійського комітету Італії (CONI) «За спортивну доблесть». Остання з них була надана синові Рікардо у 2009 році Президентом CONI Джованні Петруччі до 100-річного ювілею Кассіна.
Ріккардо був одружений. У шлюбі народилося троє дітей. Він написав кілька книг, а також (у співавторстві) кількох путівників і звітів про експедиції: у 1958 році була видана «Там, де нависають стіни», у 1981 році «П'ятдесят років в альпінізмі», а у 2003 році видавництвом AS Verlag & Buchkonzept опубліковано книгу «Перша мотузка». До сторічного ювілею Ріккардо Кассіна випустили книгу «Ріккардо Кассін: Сто граней великого альпініста» (італ. Riccardo Cassin. Cento volti di un grande alpinista), яка складається зі ста відгуків тих, з ким Ріккардо так чи інакше перетинався у житті, включно з Р. Месснером, Карло Маурі, Вальтером Бонатті, Джоном Кеннеді та багатьох інших.
Кассін був почесним членом італійського, французького, американського, швейцарського (англ. Swiss Alpine Club Bregaglia) й іспанського (ісп. Club Academico de Montanismo Espanol) альпклубів. У 1980 році «за заслуги перед Італійською Республікою» йому надано однойменний орден, у 1999 році став кавалером його Великого хреста.
Помер у себе вдома в П'яні-дей-Резінеллі, Лекко, 6 серпня 2009 року у віці ста років.
У данину пам'яті альпіністу в Італії створено приватний некомерційний «Фонд Ріккардо Кассіна».

## Виноски
1. ↑  До початку 1930-х років залишалися непройденими шість великих північних стін Альп:  Айгера,  Матергорна, Піц-Баділе, Ле Дрю, Чіма-Гранде и Гранд-Жораса[14].
2. ↑  Керівнику італійської експедиції на К2 1954 року.